# Anonyme Overspisere
Anonyme Overspisere eller Overeaters Anonymous (OA) er en brugerstyret selvhjælpsgruppe for mennesker med spiseforstyrrelser, trøstespisning eller tvangsspisning, som for eksempel bulimi, anoreksi og nervøs overspisning.. Gruppen findes over hele den vestlige verden, og størstedelen af deltagerne er kvinder.

## Grundlag, ide og program
Det vigtigste formål med gruppen er, at medlemmer med madproblemer får muligheden for at støtte hinanden. De oplever, at de ikke er alene med deres madproblemer, men kan dele erfaring, håb og styrke i at hjælpe hinanden til at overvinde problemerne.
Som deltager er det samtidig muligt, men ikke nødvendigt, at følge gruppens behandlingsprogram. Gruppen OA bygger på de tolv-trins-programmer, der oprindeligt blev udviklet af Anonyme Alkoholikere (AA). Grundlaget er således en række filosofiske og spirituelle behandlingsprincipper, der ikke er knyttet til nogen religion eller politisk ideologi. OA-programmet indeholder godt nok et gudsbegreb, men det er helt op til de enkelte deltagere selv, hvad de hver især vælger at forstå ved gud, der f.eks. kan betyde fællesskabet, universet, naturen eller livet eller noget helt andet. Grundtanken er, at afhængighed af tvangsspisning både er en fysisk, psykisk og åndelig sygdom, der må behandles gennem et handlingsprogram med tolv trin:

1. Vi indrømmede, at vi var magtesløse over for mad, og at vi ikke kunne klare vort eget liv.
2. Vi kom til den erkendelse, at en magt større end os selv, kunne give os vor sunde fornuft tilbage.
3. Vi besluttede at lægge vor vilje og vort liv over til Gud, sådan som vi opfattede ham.
4. Vi foretog en grundig og uforfærdet moralsk selvransagelse.
5. Vi indrømmede over for Gud, for os selv og for et andet menneske, nøjagtig hvordan det forholdt sig med vore fejl.
6. Vi var helt indstillede på at lade Gud fjerne alle disse karakterbrist.
7. Vi bad ham ydmygt fjerne alle vore fejl.
8. Vi lavede en liste over de mennesker, vi havde gjort fortræd, og vi var villige til at gøre det godt igen.
9. Vi gik direkte til disse mennesker og gjorde det godt igen, såfremt vi ikke derved ville såre dem eller andre.
10. Vi fortsatte vor selvransagelse, og når vi havde fejlet, indrømmede vi det straks.
11. Vi søgte gennem bøn og meditation at forbedre vor bevidste kontakt med Gud, sådan som vi opfattede Ham. Idet vi alene bad om at få at vide, hvad der var Hans mening med os, og om at få styrke til at udføre den.
12. Når vi som en følge af disse trin havde haft en åndelig opvågnen, forsøgte vi at bringe dette budskab videre til andre tvangsoverspisere og at praktisere disse principper i alt, hvad vi foretog os.

## Historie og udbredelse
OA blev grundlagt af tre kvinder i USA i 1960, der overførte tankegangen fra Anonyme Alkoholikere til behandling af madproblemer. Hovedkontoret for OA findes i Rio Rancho i New Mexico. OA anslås at have 60.000 medlemmer i 6500 grupper i 75 lande. Fællesskabet har udgivet bogen 12 trin og 12 traditioner i Anonyme Overspisere.

## I Danmark
Anomyme Overspisere findes også i Danmark. Der afholdes både møder i København og på Sjælland, på Fyn, i Jylland og på Bornholm. Der kræves ikke noget formelt medlemskab for at deltage, og deltagerne kan være anonyme til møderne. Eneste krav for at deltage er, at deltagerne har et ønske om at holde op med deres madproblemer.